# Dinckley Brook
Der Dinckley Brook ist ein Wasserlauf in Lancashire, England. Er entsteht nordöstlich von Copster Green aus mehreren unbenannten Zuflüssen und fließt in nordöstlicher Richtung bis zu seiner Mündung in den River Ribble nordwestlich von Brockhall Village.